# François Guillaume de Castelnau-Clermont-Ludève
François Guillaume de Castelnau-Clermont-Ludève (Clermont, 1480 – Avignone, 13 marzo 1541) è stato un cardinale e arcivescovo cattolico francese.

## Biografia
Era figlio di Pietro Tristano, barone di Castelnau-Bretenoux e di Clermont-Lodève, e di Caterina d'Amboise.
Arcivescovo metropolita di Narbona dal 22 giugno 1502, papa Giulio II lo elevò al rango di cardinale diacono di Sant'Adriano nel concistoro del 29 novembre 1503. Fu poi arcivescovo metropolita di Auch, vescovo di Senez, Valence e Agde; optò per il titolo di Santo Stefano al Monte Celio e poi per la sede suburbicaria di Frascati.
Dal 1509 al 1510 fu camerlengo del Sacro Collegio.
Morì il 13 marzo 1541 all'età di 61 anni, ultimo superstite delle creazioni cardinalizie di Giulio II.

## Parentele con altri porporati
Francesco Guglielmo era cugino primo di altri due cardinali:
- Giorgio II d'Amboise (1488 – 1550), nominato cardinale da papa Paolo III il 15 dicembre 1546, era figlio di Giovanni IV d'Amboise (1440 – 1516), fratello della madre di Francesco Guglielmo, Caterina d'Amboise;
- Luigi II d'Amboise (1477 – 1511),[1] nominato cardinale 18 dicembre 1506 da papa Giulio II, era figlio di Carlo I d'Amboise (1430 – 1481), fratello della madre di Francesco Guglielmo, Caterina d'Amboise.

Inoltre era nipote del cardinale Giorgio I d'Amboise (1460 – 1510), primo ministro di Luigi XII e arcivescovo metropolita di Rouen, in quanto questi era fratello della madre di Francesco Guglielmo.

## Ascendenza
|                                                    |                          |                                    | Genitori                          |  |  | Nonni |  |  | Bisnonni                      |  |  | Trisnonni               |  |
|                                                    |                          |                                    |                                   |  |  |       |  |  | 8. Pons I de Castelnau-Caylus |  |  | 16. Déodat IV de Caylus |  |
|                                                    |                          |                                    |                                   |  |  |       |  |  | 8. Pons I de Castelnau-Caylus |  |  | 16. Déodat IV de Caylus |  |
|                                                    |                          | 17. Hélène de Castelnau            |                                   |  |  |       |  |  | 8. Pons I de Castelnau-Caylus |  |  |                         |  |
| 4. Pons II de Castelnau-Caylus                     |                          |                                    |                                   |  |  |       |  |  | 8. Pons I de Castelnau-Caylus |  |  |                         |  |
|                                                    |                          | 9. Bourguine de Guilhem            | 18. Déodat II de Guilhem          |  |  |       |  |  |                               |  |  |                         |  |
|                                                    |                          | 9. Bourguine de Guilhem            | 18. Déodat II de Guilhem          |  |  |       |  |  |                               |  |  |                         |  |
|                                                    |                          | 9. Bourguine de Guilhem            | 19. Isabelle de Roquefeuïl        |  |  |       |  |  |                               |  |  |                         |  |
| 2. Pierre Tristan de Castelnau-Clermont-Lodève     |                          | 9. Bourguine de Guilhem            |                                   |  |  |       |  |  |                               |  |  |                         |  |
|                                                    |                          | 10. Tristan de Guilhem             | 20. Déodat II de Guilhem (= 18)   |  |  |       |  |  |                               |  |  |                         |  |
|                                                    |                          | 10. Tristan de Guilhem             | 20. Déodat II de Guilhem (= 18)   |  |  |       |  |  |                               |  |  |                         |  |
|                                                    |                          | 10. Tristan de Guilhem             | 21. Isabelle de Roquefeuïl (= 19) |  |  |       |  |  |                               |  |  |                         |  |
| 5. Antoinette Guilhem                              |                          | 10. Tristan de Guilhem             |                                   |  |  |       |  |  |                               |  |  |                         |  |
|                                                    |                          | 11. Caterina Orsini del Balzo      | 22. Raimondo Orsini del Balzo     |  |  |       |  |  |                               |  |  |                         |  |
|                                                    |                          | 11. Caterina Orsini del Balzo      | 22. Raimondo Orsini del Balzo     |  |  |       |  |  |                               |  |  |                         |  |
|                                                    |                          | 11. Caterina Orsini del Balzo      | 23. Maria d'Enghien               |  |  |       |  |  |                               |  |  |                         |  |
| 1. François Guillaume de Castelnau-Clermont-Ludève |                          | 11. Caterina Orsini del Balzo      |                                   |  |  |       |  |  |                               |  |  |                         |  |
|                                                    | 12. Hugues III d'Amboise | 24. Hugues II d'Amboise            |                                   |  |  |       |  |  |                               |  |  |                         |  |
|                                                    | 12. Hugues III d'Amboise | 24. Hugues II d'Amboise            |                                   |  |  |       |  |  |                               |  |  |                         |  |
|                                                    | 12. Hugues III d'Amboise | 25. Marguerite de Joinville        |                                   |  |  |       |  |  |                               |  |  |                         |  |
| 6. Pierre d'Amboise                                | 12. Hugues III d'Amboise |                                    |                                   |  |  |       |  |  |                               |  |  |                         |  |
|                                                    |                          | 13. Jeanne Guénand                 | 26. Guillaume III Guénand         |  |  |       |  |  |                               |  |  |                         |  |
|                                                    |                          | 13. Jeanne Guénand                 | 26. Guillaume III Guénand         |  |  |       |  |  |                               |  |  |                         |  |
|                                                    |                          | 13. Jeanne Guénand                 | 27. Anette d'Amboise              |  |  |       |  |  |                               |  |  |                         |  |
| 3. Catherine d'Amboise                             |                          | 13. Jeanne Guénand                 |                                   |  |  |       |  |  |                               |  |  |                         |  |
|                                                    |                          | 14. Jean IV de Bueil               | 28. Jean III de Bueil             |  |  |       |  |  |                               |  |  |                         |  |
|                                                    |                          | 14. Jean IV de Bueil               | 28. Jean III de Bueil             |  |  |       |  |  |                               |  |  |                         |  |
|                                                    |                          | 14. Jean IV de Bueil               | 29. Jeanne d'Avoir                |  |  |       |  |  |                               |  |  |                         |  |
| 7. Anne de Bueil                                   |                          | 14. Jean IV de Bueil               |                                   |  |  |       |  |  |                               |  |  |                         |  |
|                                                    |                          | 15. Marguerite-Dauphine d'Auvergne | 30. Béraud II d'Auvergne          |  |  |       |  |  |                               |  |  |                         |  |
|                                                    |                          | 15. Marguerite-Dauphine d'Auvergne | 30. Béraud II d'Auvergne          |  |  |       |  |  |                               |  |  |                         |  |
|                                                    |                          | 15. Marguerite-Dauphine d'Auvergne | 31. Marguerite de Sancerre        |  |  |       |  |  |                               |  |  |                         |  |
|                                                    |                          | 15. Marguerite-Dauphine d'Auvergne |                                   |  |  |       |  |  |                               |  |  |                         |  |